# Lampona finke
Lampona finke là một loài nhện trong họ Lamponidae. Loài này được phát hiện ở het Noordelijk Territorium và Nam Úc.